# Lim O-kyeong
Lim O-Kyeong (Jeongeup, 11 de dezembro de 1971) é uma jogadora de handebol sul-coreana.

## Títulos individuais
1996Melhor jogadora de handebol do mundo pela IHF
19993º lugar na eleição de Jogadora do Século